# موتام

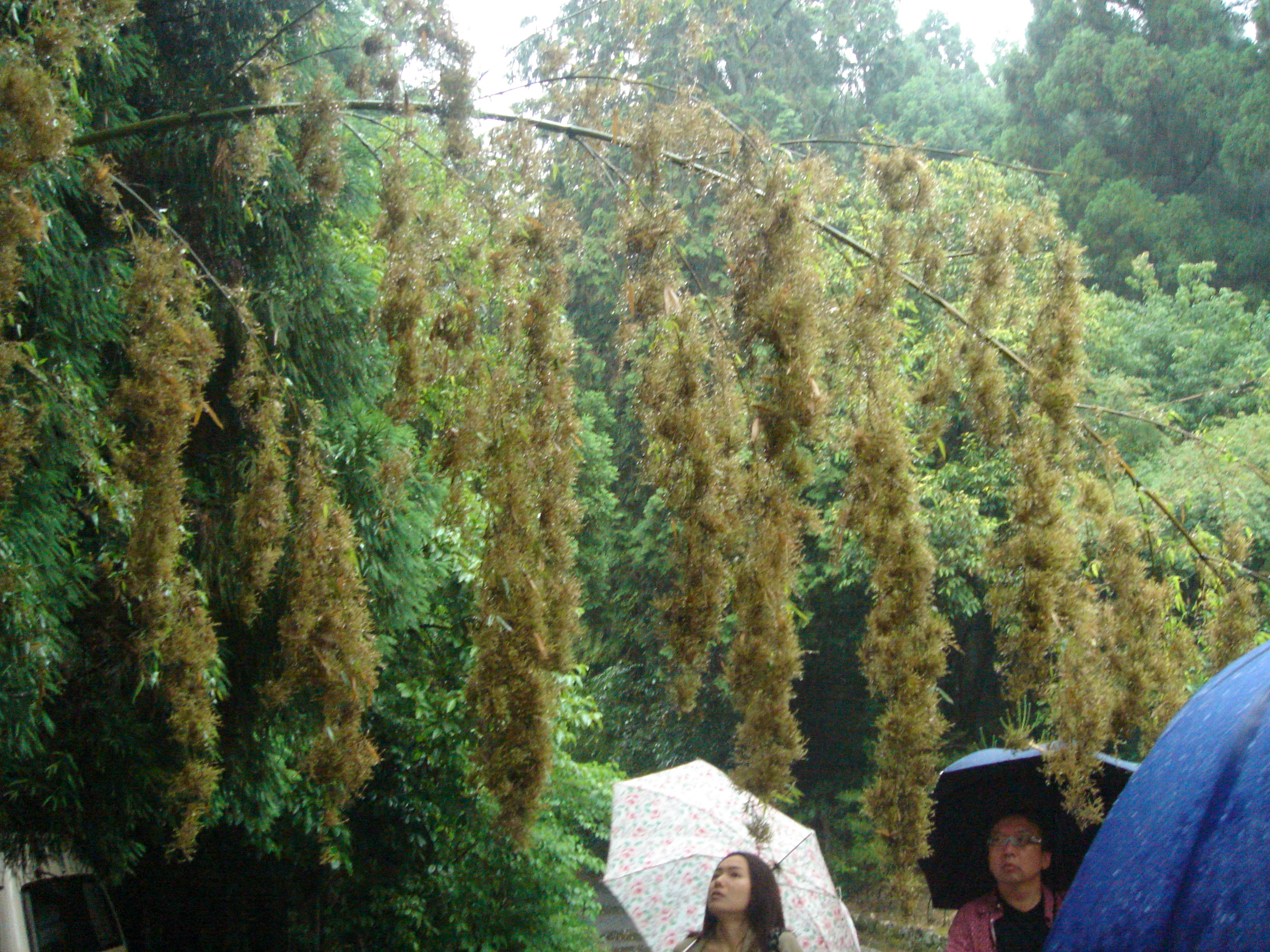
صورة من الخيزران المزهر

الموتام أو ظاهرة موت الخيزران (بالإنجليزية: Mautam) هي ظاهرة بيئية دورية تحدث كل 48 عاما في الولايات الهندية الشمالية الشرقية من ميزورام ومانيبور، والتي تغطي غابات الخيزران البرية ثلاثين في المئة منها، وكذلك ولاية تشين في بورما ولاسيما بلدات هاخا وثناتلانغ وفالام وباليتوا وماتوبي. واحدة من مراحله هذه الظاهرة تنطوي على طَفْرَة كبيرة بأعداد الجرذان، وهذا بدوره يسبب مجاعة واسعة النطاق في تلك المناطق.
خلال ظاهرة الموتام تقوم نباتات الملوقنّة العلّيقية Melocanna baccifera، وهي نوع من قبيلة الخيزراناوية، بالإزهار في وقت واحد في منطقة واسعة. ويتبع هذا الحدث دائما اجتياح من الجرذان السوداء في ما يسمى بفيضانات الجرذان. يحدث هذا عندما تتكاثر الجرذان كاستجابة لتساقط بذور الملوقنّة العلّيقية ووفرتها. ثم تترك الغابات عندما يتم استنفاد بذور الخيزران لكي تعتلف على الحبوب المخزنة عند البشر الذي بدوره يؤدي مجاعة مدمرة. وقد لعبت هذه المجاعات دوراً كبير في تشكيل التاريخ السياسي للمنطقة. الموجة الأخيرة للإزهار المسبب لفورة واجتياح الجرذان بدأت في مايو 2006 حاولت حكومة الولاية مع الجيش الهندي جاهدةً لمنع حدوث مجاعة.